# Controle de acesso obrigatório
Em ciência da computação, controle de acesso obrigatório, do inglês mandatory access control (MAC), refere-se a um tipo de controle de acesso pelo qual o sistema operacional restringe a capacidade de um sujeito ou iniciador de acessar ou, geralmente, realizar algum tipo de operação em um objeto ou destino. Na prática, um sujeito é normalmente um processo ou thread e objetos são construções como arquivos, diretórios, portas TCP/UDP, segmentos de memória compartilhada, dispositivos de ES etc. Sujeitos e objetos possuem um conjunto de atributos de segurança. Sempre que um sujeito tenta acessar um objeto, uma regra de autorização imposta pelo kernel do sistema operacional examina esses atributos de segurança e decide se o acesso pode ocorrer. Qualquer operação por qualquer sujeito sobre qualquer objeto é testada com o conjunto de regras de autorização (também conhecidas como políticas - policy) para determinar se a operação é permitida. Um sistema de gerenciamento de banco de dados, em seu mecanismo de controle de acesso, pode também aplicar controle de acesso obrigatório, o que neste caso, os objetos serão tabelas, visões, procedimentos etc.